# 2019冠狀病毒病澳門疫情相關爭議 (2020年6月至11月)
2019冠狀病毒病澳門疫情相關爭議 (2020年6月至11月)，介紹在2019冠狀病毒病澳門疫情中，在澳門在2020年6月至11月所發生的相關爭議。

## 借疫情為由禁辦六四圖片展及晚會

### 市政署撤回舉辦六四圖片展申請
市政署取消已批准的澳門民主發展聯委會舉辦六四圖片展申請。行政法務司司長張永春接受葡文澳門電台訪問時稱，經了解，取消有關申請不涉及政治或法律理由，只因新冠肺炎疫情影響而取消。他沒有給予市政署指示，由市政署自行決定。
議員吳國昌書面質詢當局為何取消已批准的民主發展聯委會舉辦六四圖片展申請，質疑是否施政或政治目的，損害公民權利、一國兩制等。民聯會 4月底已獲市政署批准繼續在每年 5、6月先後在全澳各處舉辦的六四圖片展，但在5月7日突然接獲市政署取消批准的函件，吳國昌質疑市政署涉嫌濫權打壓，直接傷害居民基本權利。
多名議員在5月15日立法會議程前發言，不滿市政署取消已批准的六四圖片展申請。議員吳國昌促請特首切實維護居民基本權利；議員區錦新質疑市政署將公民社會活動空間壓縮，批評做法「簡直無法無天」；議員蘇嘉豪質疑市政署的決定是基於政治理由，而非法律問題。但議員胡祖杰及陳華強認為當局基於疫情，防止人群聚集，取消批准並無不妥。

### 治安警不准舉辦六四晚會
對於有團體發起於6月4日在議事亭前地舉行燭光晚會。治安警察局表示，因應疫情，根據集會權和示威權法律，作出不容許這次集會決定。
治安警公關係處處長李德輝表示，根據新冠肺炎疫情發展，警局經諮詢衛生局意見及審視現時情況，警局根據法律對有關集會示威活動作出不容許批示，並建議暫停人群聚集活動。

#### 禁止聚集只針對六四集會
葡文記者提出，數百人在戶外的「六四集會」，有何傳播風險？現時，體育等各類活動仍然進行，是否存在矛盾？治安警回應，根據衛生局的意見，新型冠狀病毒是一種非常嚴重的疾病，人群聚集會造成迅速傳染的後果。疫情仍在全球持續，許多國家、地區繼續採取嚴格禁止聚集的措施。
另一葡文記者追問衛生當局有否不建議「六四集會」？餐廳、私人泳池等場所已經開放，亦有很多人聚集；身為一位醫生，是否認為那些場所存在風險？山頂醫院醫務主任羅奕龍稱，現時本澳新冠肺炎確診“清零”有賴全體市民配合政府防疫政策，但有關情況不是永遠，若市民稍有放鬆或不配合措施，本澳處於低風險地區的情況或會有根本性逆轉。現時澳門市面相對穩定，“外防輸入、內防反彈＂的防疫工作總基調沒改變，衛生局依然是不建議市民參與引起人群聚集的活動。他希望市民能繼續忍耐，並相信待全球疫情緩和時，澳門的防控措施也會較放鬆。

#### 記者追問，官員閃縮
被問及隨著疫情緩和，為何不提早與團體做好衛生防護措施確保有效秩序，警方表示對此沒有補充。
當葡文記者繼續追問，是否真的不能採用很嚴格的標準進行「六四集會」，例如：保持社交距離、佩戴防護用品等？山頂醫院醫務主任羅奕龍回應指，與記者分享都是發自內心的。新聞發布會以抗疫工作的大原則舉行，不會評論個案。對於個別的申請，未必需要在新聞發布會反覆討論。大家的目標都是一致的，都是希望澳門的疫情可以繼續維持良好的方向發展。在這基礎上，我們才談得上更多通關便利的措施；甚至，恢復經濟、旅遊等等。這是真正我們澳門絕大部份市民的共同期望。希望記者能明白。

### 六四晚多名警員聚集

#### 多名市民被警員截查後帶走
六四燭光晚會30年來首次被阻，警方呼籲不要到噴水池聚集默哀，以抗疫為由，不容市民聚集，但同時又動員大量警力聚集。當晚8點左右，噴水池一帶聚集了50多名軍裝警員、20多名疑似便衣警員，在場警員數目一度多於途經市民；而噴水池兩旁的建築物天台亦站著多名人士在錄影。市民只要稍有停留便會被警員驅趕，亦有人被帶到路旁盤問。
警員不斷呼籲市民不要聚集，有市民停留拍照時即被警員要求「一路行一路影」，亦有市民在垃圾桶旁抽煙時被要求離開。期間有一名穿黑衣的少女低頭沉默，隨後有兩名警員上前查問，並擋在少女前面，少女其後離開。另外，有多名途經的市民被截查身分，期間至少有兩名年青人被警員扣查，其中一人在友人協助下出示身分證，被警員記錄資料後獲准離開，另一人則被帶返警署。另外，一名記者疑與警員發生口角，隨後被三名警員包圍。

#### 一人成示威，二人成集會
立法會議員區錦新的兩名女兒亦在場，並在集會將近完結時先行離開，其後二人在板樟堂附近被警方帶走，查問 3 小時才獲釋。區錦新表示，警方威脅可能控告兩名女兒，當被質問非法集會定義時，有警員表示，即使是一個人停留在一個地方，都可被視為集會。兩名女兒被查問時均有出示身份證，其中一名女兒問警方為何要帶走她們，警方卻指是為了核實身份，並沒收二人身上的電子蠟燭和「六四坦克人」圖冊。區錦新稱主因是大女兒因為拍了一張照片，就被大批警員包圍，並騙說她們回警署核實身份。結果一「核」就核了三個小時，期間聲稱可能控告二人非法集會。她們即時問警員，只是姐妹倆，如何集會，質問非法及集會定義為何。警員的回覆竟是：「即使只有一個人停留在一個地方，就可以視為集會」。區錦新表示，從未想像過集會可以如此定義，「若此荒謬定義可以成立，任何一個澳門人都可隨時被控非法集會」。
區錦新太太鄭妙珊表示，讀攝影的長女偕同妹妹出席完澳門民主發展聯委會舉辦的室內六四悼念活動後，回家途中心血來潮，想拍攝一張有紀念價值的照片，路過玫瑰堂停下來影相。由於手持悼念活動分發的小燈和場刊，「剛拍好了這張照片，便成了新聞人物」，然後遭警方以核實身分為名把二人帶回警署調查。區太反問，二人沒有叫過口號，坐下歇息就是集會了嗎，又指她們或會遭檢控。她感謝媒體見證事件，以及市民的問候。又寫道：一人限聚令，全球獨有 ！二人疑集會，全球首創 ！澳門已進入荒𧩙時代嗎 ？
面對市民眾多的質疑，6月9日治安警察局於社交平台Facebook上發佈文章，解釋：「一人可行使示威權不等於一人就是示威」，「兩人可行使集會權不等於兩人就是集會」。正確解讀應該是：「一人可以示威=一人可以行使示威權」，「二人可以集會=二人可以行使集會權」。

#### 警方帶走年青人做法惹議
有一名中學生於六四當晚行經賣草地街時，因袋中帶有白絲帶等物件而被警方帶走，在警局內被警員不停質問是否有「參與組織」、「行出嚟是否受對岸反政府情緒影響」，更被要求解鎖手機讓警方檢查。傳新澳門協會副理事長甄慶悅批評警方的論述有沒有法律基礎？此言完全是不全面，斷章取義。變相令到警方想怎樣就是怎樣，而走去查任何人，法律不能單憑警方自行演繹。
縱然警方強調再重申多次「不存在政治審查」、「不存在政治檢控」都好，但客觀的事實擺在眼前無需爭拗。只是有些人，明明知道我們都知道他們在說謊，但是他們依然在說謊。警方的「動態」執法標準(俗稱︰任搬龍門)，是大家有目共睹的。治安警日前在Facebook專頁上試圖再解畫，但澳門市民明顯不收貨，一面倒負評，冷嘲熱諷，不少意見批評警方欲蓋彌彰，死雞撐飯蓋。
雖然警方聲稱處理並非最終結果，需經司法機關審判，是公開透明機制，請大家放心。但請問澳門市民如何能放心？無端被捲入冗長的司法訴訟，不論審判結果為何，對市民而言本身已經是一種處刑，要花費大量時間和金錢，以及面臨巨大的精神壓力去面對有龐大公共資源的公權力機關。以濫用罪名肆意打壓公民權利以及異見聲音，只會令澳門激起更多政治矛盾和社會對立，以及進一步損害政府公信力。

#### 警方無回應近百警員聚集會否影響防疫
至於治安警以何準則判斷一至五人集會會對防疫工作造成影響，但近百名警員同時於噴水池聚集就不會？治安警行動通訊廳廳長馬超雄馬超雄只解釋，六四晚上動員大量警力是基於現場警務需要，但沒有像過去如「雷霆行動」般透露所動員的警力以及被截查人數。

#### 有損國際觀感
傳新澳門協會副理事長甄慶悅批評，警方今次的做法十分愚蠢，因近年受到中美貿易戰影響，加上國內的政治氣氛愈收愈窄，令到全世界都對港澳社會對六四事件的取態十分關注。雖然港澳兩地的六四集會同樣因疫情而被禁，但是在警民關係已十分惡劣的香港，仍然沒有對六四當晚數萬人進入維園悼念之舉採取行動，香港警方當晚行動相當克制。但在澳門，警民處於不錯關係，反而是用更辣的手段來打壓，顯然這是相當愚蠢的手法。可看到，當晚本澳的新聞遠比香港大單，亦再一次令到國際社會質疑，本澳的言論、表達自由是否已經受到影響？此舉會破壞澳門的國際形象，之前不批准集會已經破壞了一次，現在再踩多一腳。

### 高調聚集巡遊撐國安法，卻未被警員截查檢控

#### 雙重標準質疑
六四翌日早上，澳門培青社舉辦支持港區國安法立法的巴士巡遊活動，約40名人士手持標語參與，由科學館出發途經旅遊塔、媽閣、觀音堂和祐漢等地。相關人士曾於科學館及旅遊塔前空地聚集，並展示標語、國旗及「國安港安，反獨反奸」的大型橫幅。治安當局並未回應有到場查問活動預告的情況。
網友質疑雙重標準，為何40人於巴士巡遊聚集又得？2個人在街上就唔得？直接支持國安法的40人集會，警方拘捕了嗎?有傳媒就上述集會的舉行向治安局查詢是否有按照2/93/M號法律《集會權及示威權》，提前向當局作出有關集會和遊行的預告，以及該集會活動的進行是否有抵觸政府「避免聚集」的呼籲。

#### 撐國安法就不存在非法集會
繼6月5日有巴士巡遊集會撐國安法，在6月6日，亦有的士團體在港珠澳大橋澳門口岸入境的士站舉行支持港區國安立法活動。
治安警行動通訊廳廳長馬超雄於6月5日疫情記者會上回應指，對於6月5日早上舉行的集會，治安當局並未收到任何預告，暫時亦未清楚該集會的性質，但強調若集會違反《集會權及示威權》規定，有關人士或將觸犯加重違令罪。
6月8日，治安警公共關係處處長李德輝重申，警方依法辦事。他又稱，6月 5日的巴士巡遊活動，警方事前沒有收到通知，但巡遊活動是對國家合法決定的支持，無訴求，沒有表達對權利爭取，性質與一般巡遊、慶祝活動相類似。然而，上述團體當時有數十人高舉橫額及手持「反獨反奸」等標語，若這不屬訴求，警方對「訴求」的定義是什麼？李德輝說，按照特區政府的防疫指引，政府是反對舉辦群集活動，治安警會深入調查，包括調查有關車輛有否涉交通違例情況，但暫時未有定論。另外，警方仍在研究和審視的士團體有關活動是否屬於示威集會情況。
治安警察局最後於6月15日晚發出新聞稿稱，經分析後，認為該活動屬於示威活動，且沒依法作出預告，已製作報告，向檢察院作出檢舉。

### 市民網上聯署質疑警執法不公
6月7日，有市民發起網上聯署，要求本澳警方就6月5日的集會及相關事件作出調查及回應。 該聯署在開放不足一日已有逾2,000名人士簽署。聯署發起人表示，有團體於6月5日舉辦的支持港區國安法立法的巴士巡遊集會，幾十名人士手持標語參與，並於科學館及旅遊塔前空地展示標語及大型橫幅。警方於同日（6月5日）下午稱並未收到任何相關集會的預告，但該集會進行時未有任何警員到場了解情況。
相比之下，警方於6月4日晚動用大批警力於噴水池巡邏，驅趕途經或停留拍照的市民，並帶走部分市民送往警署，其後警方更表示有關人士已移交檢察院處理。
對於警方就上述事件的執法標準，聯署發起人認為警方作為澳門的執法機關，應堅守法治，公正無私，執法者絕不該因為政治立場而執法不公，要求警方就事件徹底調查並作出交代。

### 警方做法過界
律師飛文基認為，警方的做法「有少少過界」。他指出，縱使警方以疫情為由不容許舉辦八九民運圖片展及六四燭光集會，做法仍可理解，但是警方當晚卻以違法為名帶走民聯會理事長、立法議員區錦新的兩名女兒，「究竟她們如何違反法律？違反了甚麼法律？我都『搲晒頭』。在公眾地方進行個人的活動，是否要得到當局的批准？」
以「紅衣人」作為例子，指他在數年前長期於新馬路一帶展示標語牌，並以「大聲公」進行「騷擾」，「若要說觸犯法律，他所『犯』的事遠比今次二人要多，但是警方卻一直沒有理會他。」飛文基直言，上述兩個例子的人都是在行使其言論自由及表達自由，「但為何警方可以容許這名『紅衣人』每日不停在路邊『罵』，卻因為兩人坐在石櫈拍照就觸犯法律？有可能真的是犯法，但我沒有聽到警方的理據。我不清楚，但我都很想學吓嘢。」警方連番對集會示威權的動作，有不少社會意見認為反而會對社會不利，更容易為政府的管治制造矛盾。

## 免隔離名額增加但往返港珠澳大橋的公共巴士路線班次不加密或恢復
2020年3月27日起，受新冠肺炎疫情影響，珠海市實施入境限制(包括澳門)，規定所有人士進入珠海需隔離14天。隨後在2020年6月起，珠海市逐步放寬部分人士赴珠入境限制，並對澳門居民開放商務或公務免隔離名額。所有獲准免隔離人士必須經港珠澳大橋澳門邊檢大樓或路氹邊檢大樓(橫琴口岸)入境珠海。然而，交通事務局由3月28日起調整往返港珠澳大橋澳門邊檢大樓的巴士路線，101X路線減至每一小時開出一班並要求改用中型車輛行走，但澳巴除了在凌晨時間派中型車輛行走該路線，其餘時間派出大型車輛行走。另一條往返港珠澳大橋澳門邊檢大樓的102X路線由當日起暫停營運直至另行通知。
由6月初至中旬起，珠海市開放1,000個免除隔離名額予澳門居民因商務或公務前往珠海，隨著前往珠海乘客需求增加，101X路線於早上及下午繁忙時間(7:00-10:00/15:00-20:00)班次加密至每30分鐘一班車，其餘時間班次維持60分鐘一班。

### 迫爆巴士站，與政府防疫政策背道而馳
- 6月下旬起，珠海市宣佈增加免除隔離名額由1,000名增加至每天3,000名，導致前往港珠澳大橋的需求和客量大增。101X路線現在作為唯一一條往返港珠澳大橋的公共巴士路線，在日間時間每班車到達台山一帶已出現嚴重擠迫情況，有意見指是當局長期無視該口岸來往珠海的需求所致。雖然7月4日起當局加密班次早上繁忙時間班距至20分鐘一班，日間非繁忙時間、下午繁忙時間及晚間部分非繁忙時間班距加密至30分鐘一班，其餘時間班次維持不變。不過，至今當局仍未恢復該路線原來的班距之外，並且仍未恢復另一條往返港珠澳大橋邊檢大樓的102X路線。
- 由於大批人士乘坐101X路線前往港珠澳大橋澳門邊檢大樓，在日間時間包括繁忙時間和非繁忙時間有大批人士於“巴波沙大馬路”巴士站點聚集等候101X路線，當該路線車輛到站後迫滿整個該路線車廂甚至出現超戴更一度出現險象環生的場面，更加一度需要由治安警察局派出巡邏警員或途經該處的交通警員負責維持秩序，有意見指該巴士路線班次稀疏會造成新型冠狀病毒大規模感染和人傳人傳播的可能性，部分市民亦批評交通事務局相關做法與政府相關部門之間進行的防疫政策背道而馳。[19]

### 增加特班車班次，成效作用良好
- 7月5日，澳巴向交通事務局提交報告並經交通事務局評估後決定將101X路線開出特班車往返港珠澳大橋邊檢大樓和關閘廣場，於每日早上8時至11時及下午2時至晚上7時提供服務。[19]
- 由7月6日至24日，101X路線增加特班車服務，雖然特班車發車站點“關閘廣場”與原路線的原有站點“巴坡沙大馬路”之間距離遠，但首日早上使用特班車服務除了早上時間首兩班乘客較少，早上其餘時間服務載客率則約 9成。[20]
- 7月15日6時起，珠澳恢復正常通關，入境廣東無需隔離14天，101X特班車改以待命方式運作並按客流情況開出特班車。
- 7月25日起，隨著澳門和珠海恢復正常通關，101X特班車路線服務停運。[21]

## 國檢檢測人員態度不佳
在7月21日早上近10時，一名七歲男童早前在氹仔北安核酸檢測站接受國檢人員為其進行核酸檢測時，男童因反抗和掙扎，不慎咬斷拭子棒，懷疑誤吞長約三厘米的拭子棒末端，由救護車送往山頂醫院兒科急診處理。男童當時情況穩定，主訴有輕度喉嚨痛，經醫生檢查口腔會厭沒有發現異物，胸片正常，院方立即為其作胃鏡檢查，未發現異物或其他異常。

### 國檢檢測人員粗魯馬虎
男童父親郭先生表示，兒子在母親陪同下由“國檢”人員操作核酸檢測，第一次檢測不成功，第二次檢測又不成功，當第三次檢測時，“國檢”人員指檢測棒的棉花頭截斷，不知所終。報警立即將兒子送院治理，在醫院照x光和腸鏡後，暫時仍找不到有關棉花頭，夫婦倆十分擔心。
其母親所見，指“國檢”人員為其兒子檢測時十分粗魯，且態度不友善，會向當局索取相關檢測人員資料，以了解其有否專業資格等，揚言一定會追究相關負責公司刑事責任。

### 核酸檢測擬統一鼻咽拭採樣爭議
事後，應變協調中心表示，咬斷拭子棒是兒童進行經口腔咽部採樣較常見的意外和併發症之一。兒童由於心智發育未成熟，在進行口咽拭子採樣產生不適時容易抗拒和掙扎，因此必須在家長陪同和安撫下才能進行。衛生局目前採用的經鼻咽拭子採樣相對經口咽拭子有更多優點，拭子可以在咽部停留較長的時間，以獲得更足量的標本，其陽性率高於口咽拭子。同時，接受採樣者的耐受性較好，暴露風險相對口咽拭子更低。衛生局計劃制訂統一的病毒核酸檢測咽拭子採樣標準作業流程，規範各檢測單位統一採用經鼻腔咽拭子採樣的方法，以避免相關併發症出現。

#### 外國有因鼻咽拭子核檢死亡案例
有網友引述根據新加坡媒體網站7月20日報道，在7月10日，沙烏地阿拉伯一名18個月大的小男孩在接受2019冠狀病毒病核酸檢測時，因拭子棉簽在鼻腔折斷，不得不接受手術，卻在手術後第二天不幸失去了生命。指出用算咽拭採樣本，更容易令兒童出現受傷，甚至死亡的事故。

#### 鼻咽拭子核檢好辛苦
有居民對鼻咽拭子心情忐忑，問已受檢者“會唔會好辛苦？”有人檢測後不斷用紙巾揉鼻但聲稱“感覺冇特別”；亦有情侶受檢後表示“流曬眼水”。

#### 政府改變決定續用兩種方式檢測病毒
最終，山頂醫院醫務主任羅奕龍表示，就新冠病毒核酸檢測的採樣方式，暫時仍會保留口咽拭子和鼻咽拭子兩種方式。綜合有效性及安全性來看，鼻咽拭子是高於口腔咽部採樣，市民對 2種檢測方法各有偏好及要求，目前仍然保留 2種的檢測方法，但不會提供 2選 1。

## 2020年8月巴士班次調整惹爭議
2020年8月1日起，交通事務局宣佈所有巴士路線調整班次，平日尖峰時段之平均候車時間約增2至9分鐘。甚至在20:00至22:30的巴士班次減到劃一15分鐘一班或20分鐘一班，22:30後的巴士班次減至劃一20分鐘一班或30分鐘一班。夜間巴士路線更縮減班次到30分鐘一班或60分鐘一班，再次引起市民關注巴士減班造成人流聚集增加病毒傳播風險。而在事前交通事務局沒有任何咨詢社會任何人士包括居民的意見作出今次調整，引起市民批評。
2020年8月2日下午，交通事務局緊急召開記者會，局長林衍新解釋巴士減班原因，並且改為「暑期限定」，局方對沒有向市民進行詳細解釋向市民作出致歉，並要求兩間巴士公司新福利和澳巴按各巴士站客流狀況派出特班車疏導乘客，避免巴士站出現人流聚集以及做好所有公共交通工具包括公共巴士的防疫措施。

## 抗疫圖片展被質疑企圖篡改歷史
有網民發現，由澳門旅遊局贊助場地、澳門攝影藝術協會主辦，由旅遊局服務處展覽廳揭幕，旅遊局局長文綺華、展覽策劃人陳國英、作者邱天貴等人揭幕的「2020年防疫、抗疫成果歷史見證圖片展覽」中，清楚寫明澳門首宗2019冠状病毒病確診患者為一名20歲於美國留學的本澳女學生，於2020年1月16日經港珠澳大橋返澳後證實。但經翻查衛生局官方及澳門日報等傳媒資料，衛生局局長李展潤曾於應變協調中心記者會中表示，澳门首宗COVID-19確診病例為一名52歲武漢女子，於1月19日乘坐高鐵到珠海，經關閘入境本澳，與上述圖片展覽內容不乎。越來越多網民在9月10日早上開始質疑圖片展覽企圖篡改歷史，又指展覽所在地為旅遊區，擔心旅客參觀展覽時被誤導，要求政府當局以及主辦方澄清。
旅遊局公關處處長劉鳳池表示，得悉展覽內容引起公眾關注後，已即時聯絡主辦單位，對方主動移除相關內容，當局強調只是借出場地，並沒有資助申請者。團體借用或租用旅遊局設施，只需填報基本資料，例如活動名稱、日期、展品數量和相關設計等。
另外，圖片集中有相片疑似直接截取自澳門日報，圖片中更有該媒體為保護版權而設的隱藏式浮水印，令人懷疑展覽的圖片可能直接從網絡上複製。

## 譴責大型商埸舉辦人流聚集活動被指持雙重標準
2020年11月6日晚上，新型冠狀病毒感染應變恊調中心發出新聞稿不點名「譴責」某數間大型商場 (指新八佰伴及來來超級市場)舉辦大型促銷活動出現大規模人群聚集，雖然澳門已超過180天零確診個案，但當局指舉辦大型群集活動會增加病毒傳播風險。在新聞稿發出後，部分澳門市民或網民批評並大罵政府舉辦大賽車活動和美食節活動以及在該周未舉行的第五十一屆明愛慈善園遊會均屬大型群集活動，但沒有被當局進行「譴責」，被指當局態度持「雙重標準」去作出不合理對待。
11月9日，應變恊調中心例行記者會上，被記者問到當局為何「譴責」大型商場進行促銷活動。山頂醫院醫務主任羅奕龍表示當局是收到市民的投訴而發出新聞稿，在後期將字眼從「譴責」改為「呼籲」，並對新聞稿標題進行修改。對於「譴責」和「呼籲」字眼的標準，山頂醫院醫務主任羅奕龍解釋稱收到相關機構的解釋後，經分析後認為情節不太嚴重並立即對新聞稿標題和內容進行修改。他說，因應具體情況修改用詞是恰當的做法。對於本次事件表示當局會作出改善並聆聽市民的意見，並於不同方面做好防疫工作以及呼籲參加人士按規定遵守基本的防疫措施。

## 大賽車疫下堅持舉辦惹爭議
今年大賽車因疫情關係，不少外國車手都不來澳門參賽，令這項世界級的賽事「降格」為「大灣區限定」。今年受疫情影響，外國車手不來，格電項目取消，而且內地恢復居民赴澳自由行後，訪澳旅客量亦不似預期，但政府仍然堅持要舉辦這項預算達2.5億元的活動，引起坊間更多不滿。社會文化司司長歐陽瑜10月23日出席活動時拒絕接受傳媒訪問，只稱體育局會發新聞稿交代。
體育局隨後發新聞稿稱，舉辦大賽車不僅證明政府在防疫方面的信心，亦足以證明政府推動疫後經濟復甦的決心，舉辦賽事能向全球展示澳門的抗疫成果，恢復遊客來澳的信心和意欲，帶動旅遊、酒店和餐飲業，同時亦希望透過大賽車的聯動效應，促進建築業、運輸業及汽車維修業等的復甦，進而提振經濟，創造就業職位，增加市民就業，盡量將疫情對社會民生的影響降至最低。當局認為舉辦大賽車對整個澳門特區的意義重大，故希望社會各界及廣大市民能予以理解及支持。
體育局稱，本屆澳門格蘭披治大賽車的舉辦是經特區政府整體考慮社會利益及評估疫情防控風險等因素後作出的慎重決定。大賽車是澳門歷史悠久的標誌性活動，同時為澳門特區最重要的體育旅遊品牌項目，在目前澳門疫情相對受控的環境下，推動經濟復甦是特區政府的重要任務。

## 林鄭月娥來澳不隔離

### 林鄭月娥特權 澳門人普遍不滿
11月7日澳門日報公佈，香港行政長官林鄭月娥11月9日下午將前往澳門，出席翌日舉行的博鰲亞洲論壇國際科技與創新論壇首屆大會開幕式並致辭。有不少網民隨即在澳門日報貼文留言，質疑澳門政府曾稱無論任何人都不會豁免醫學觀察，就連大賽車車手來澳比賽都需要隔離，並稱商家弄VIP day 促銷活動，政府就要譴責市民，有官員來澳就不用隔離14天，使防疫制度形同虛設，網民紛紛要求林鄭月娥請先隔離14天。
疫情應變協調中心在晚上公開說明，林鄭月娥率領的代表團來澳前前一日在香港接受一次核酸檢測，抵澳後再接受一次，結果均為陰性才會在24小時內有限度地參加在澳活動，所有活動均實施閉環管理，不會在社區活動，中心相信措施可確保論壇順利和安全舉辦。澳門市民全面倒不接受政府回應，並聲稱平民就要接受隔離，官員就可以豁免隔離。
11月9日，仁伯爵綜合醫院醫務主任羅奕龍回應解釋，今次以「公共利益」為由，依法豁免隔離。而且，香港官員不只在離港前、抵達澳門口岸時亦要接受核酸測試。衛生部門進一步指出，與會者需全程佩戴口罩、保持社交距離 (之前的建議是一米) 等等。此話不出一天，在「博鰲亞洲論壇國際科技與創新論壇大會」開幕典禮上，香港特首、澳門特首等一眾嘉賓，不只脫下口罩、也沒有保持社交距離。公眾質疑衛生部門的決定真的專業嗎？甚至批評部門濫用「公共利益」。

### 突推新入境豁免政策補獲
11月9日，政府突推出豁免因防控新型冠狀病毒需要而作出的入境限制的申請手續。在11月11日，衛生部門回應，新措施在12月1日實施，前日是合適的時間提前公布。外籍人士的訴求理應適當回應；但是，在全球疫情沒有明顯變化下，公眾怎能不覺得新措施是平息居民對豁免香港官員隔離的憤怒？在大半年的抗疫期間，無論多大不便，絕大部份市民都願意忍受相對合理的防疫要求；與此同時，對於有違防疫的決策與急就而成的措施，亦顯得相當反感。